# Psychotria christii
Psychotria christii är en måreväxtart som beskrevs av Ignatz Urban. Psychotria christii ingår i släktet Psychotria och familjen måreväxter. Inga underarter finns listade i Catalogue of Life.